# Villa Akerman
Villa Ackermann es un barrio ubicado en el departamento Libertador General San Martín de la Provincia de Misiones. Depende administrativamente del municipio de Capioví, de cuyo centro urbano dista unos 5 km.
Se desarrolla a lo largo de un camino que la vincula a la Ruta Nacional 12, por la cual se conecta a Capioví al nordeste y con Jardín América al sudoeste.
- Datos: Q5847134